# Biserica de lemn din Satu Nou

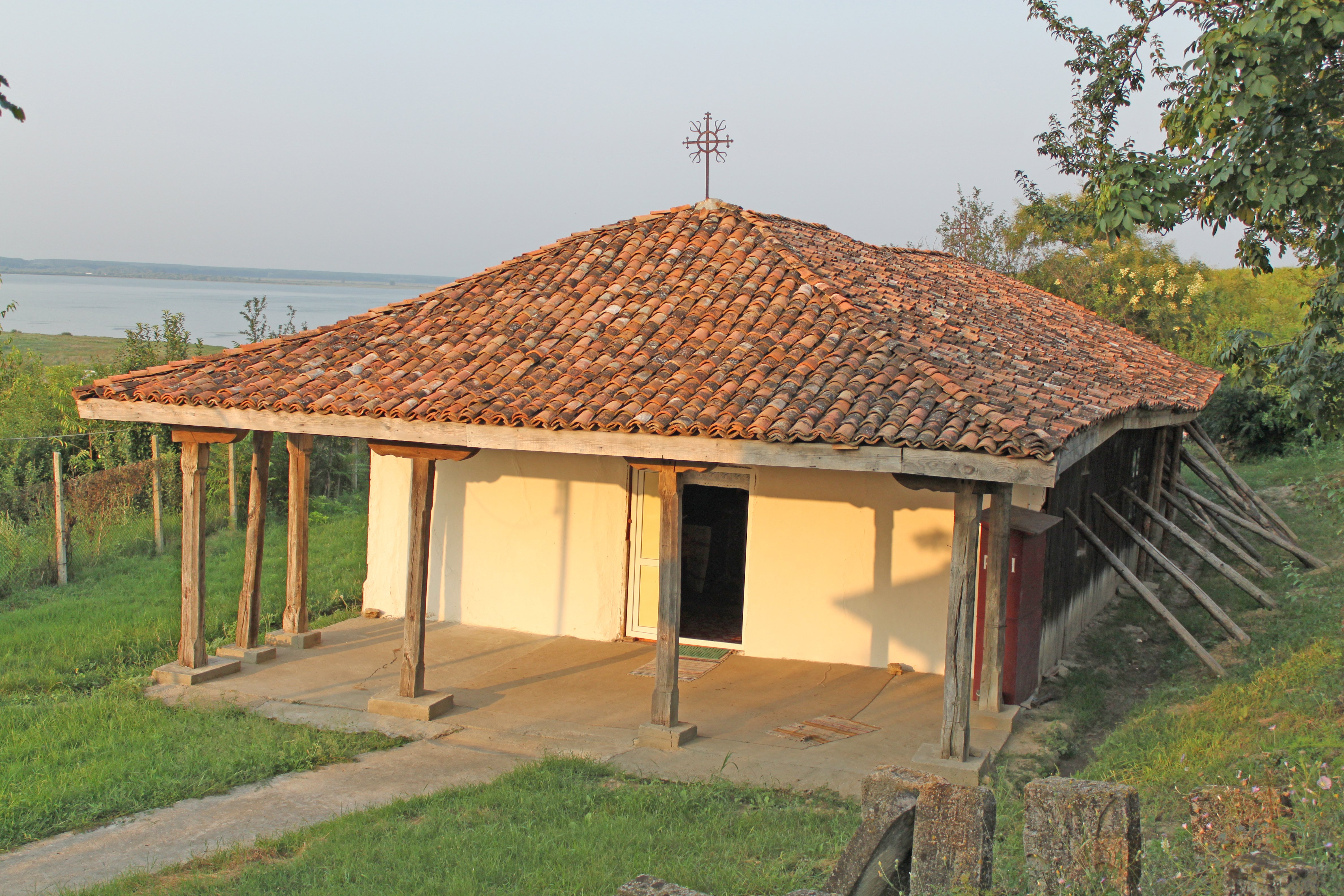
Biserica din Satu Nou (Oltina), Constanţa

Biserica de lemn din Satu Nou, cu hramul Înălțarea Domnului a fost edificată în anul 1863. Pentru construirea bisericii s-a utilizat aceeași tehnică constructivă ca și pentru bisericile din localitățile învecinate Strunga și Izvoarele, pereții fiind realizați din gard de nuiele acoperit de chirpici. Pentru valoarea ei istorică și arhitectonică biserica din Satu Nou, comuna Oltina a fost înscrisă pe noua listă a monumentelor istorice sub codul:  CT-II-m-A-02915.

## Istoric și trăsături
Despre localitate, tradiția locului spune că satul și-a luat numele actual de la faptul că la un moment dat, satul a fost mutat în actuala locație pentru a scăpa de o epidemie care amenința localitatea. Aceeași tradiție locală, despre biserica satului spune că a fost construită de un meșter turc. Informații exacte despre meșterul care a lucrat edificiul nu se regăsesc în biserică dar ușile împărătești poată inscripția ce datează biserica. Aceasta este: "Ctit(o)r 1863 Matiu Nicolaevici, soția lui Caterina și cu fii lui Dimitr, Nicolai, Teodor de la Silistra".
Sub aspect planimetric, biserica se prezintă sub formă dreptunghiulară, absida altarului, după spațiile dedicate proscomidiarului și diaconiconului având o formă decroșată, semicirculară. Pereții, construiți din nuiele și acoperiți cu pământ sunt tencuiți în interior și în exterior, excepție făcând latura de sud a bisericii care este acoperită cu scânduri. Întrarea în biserică se face prin latura de vest, în axul bisericii după ce se parcurge pridvorul deschis. Spațiul interior este împărțit în încăperile bine cunoscute. Pronaosul este despărțit de naosul bisericii printr-un perete de șipci de lemn ce permite audierea slujbei religioase. Iconostasul desparte naosul de altarul bisericii. Dacă în exterior, biserica este adăpostită sub un acoperiș scund, unic pentru tot edificiul din olane, în interior pronaosul este tăvănit. O altă situație se întâlnește în naos și altar unde o boltă care nu acoperă în întregime lățimea bisericii acoperă cele două încăperi. Datorită lățimii bisericii și a materialelor din care sunt realizați pereții, bolta este mai îngustă și este sprijinită pe stâlpi din lemn. În urma alegerii unei astfel de soluții constructive, spațiile laterale ale naosului, proscomidiarul precum și diaconiconul sunt tăvănite.
Așezată într-o coastă de deal, mica bisericută veghează asupra unor monumente funerare din piatră. În depărtări, apele lacului Oltina se pot vedea. Alături de biserică se află și clopotnița care adăpostește clopotele și toaca bisericii. Aceasta din urmă poartă înscris anul 1868.

## Galerie de imagini

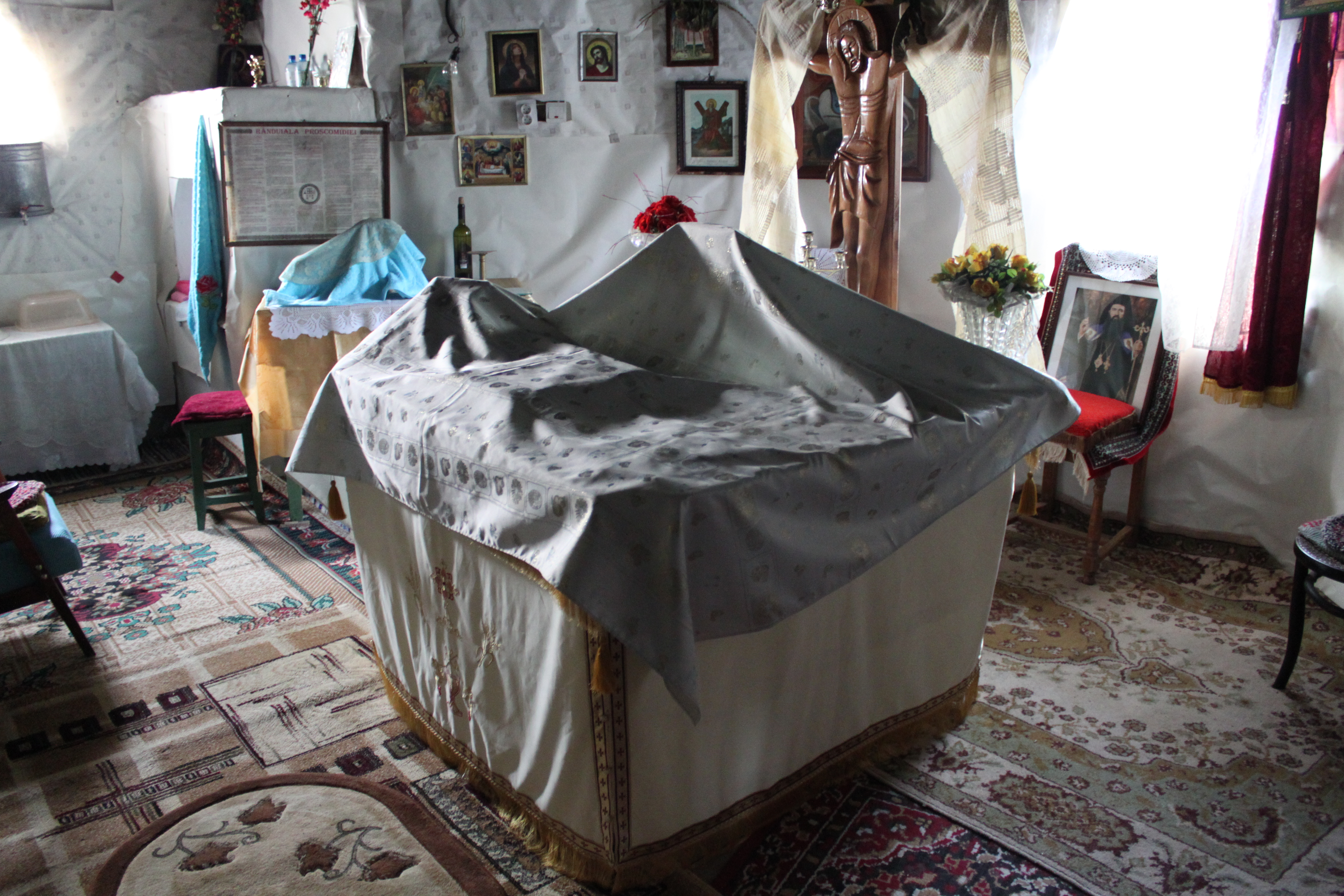
Masa altarului
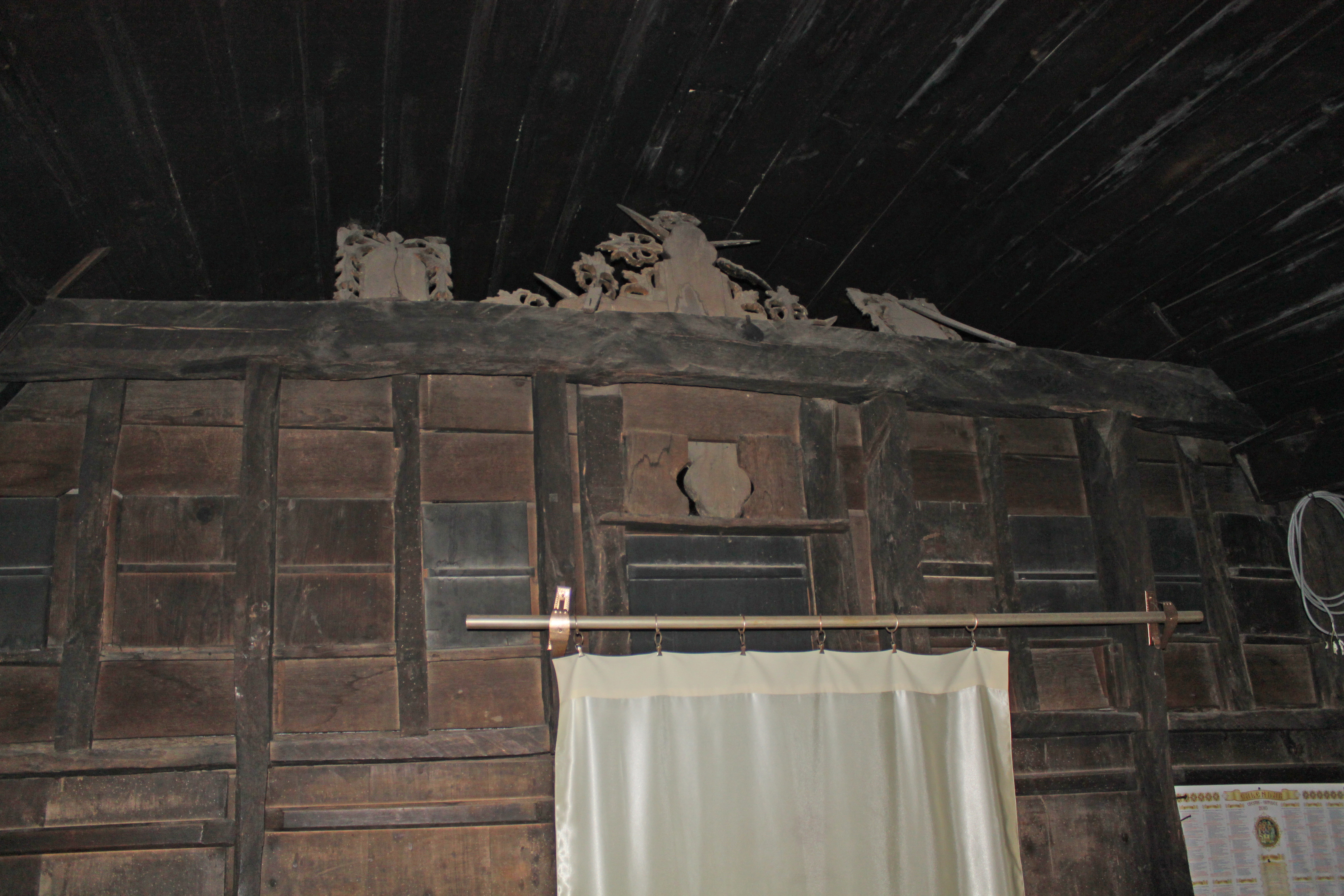
Dosul iconostasului
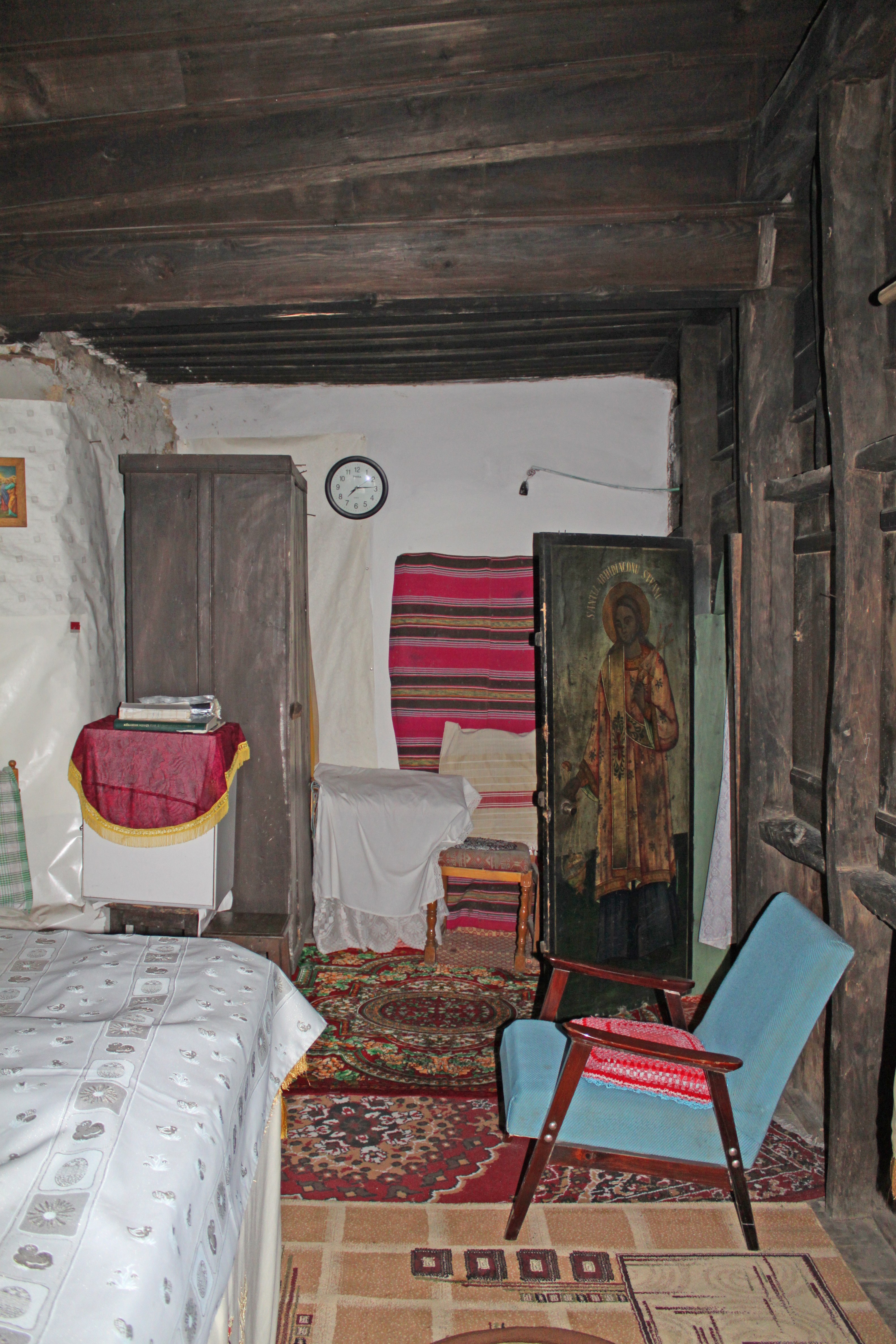
Vedere spre diaconicon
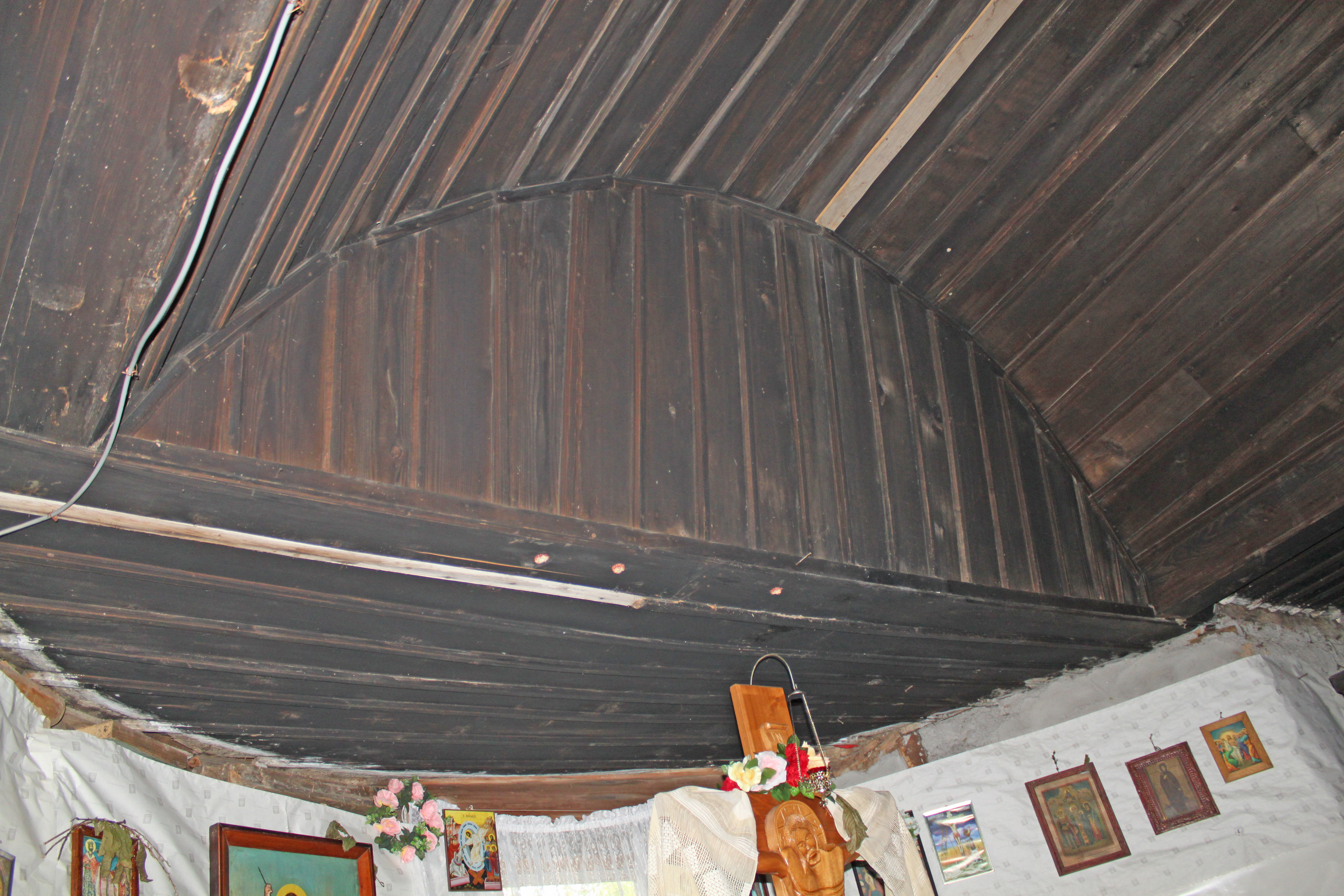
Bolta în absida altarului
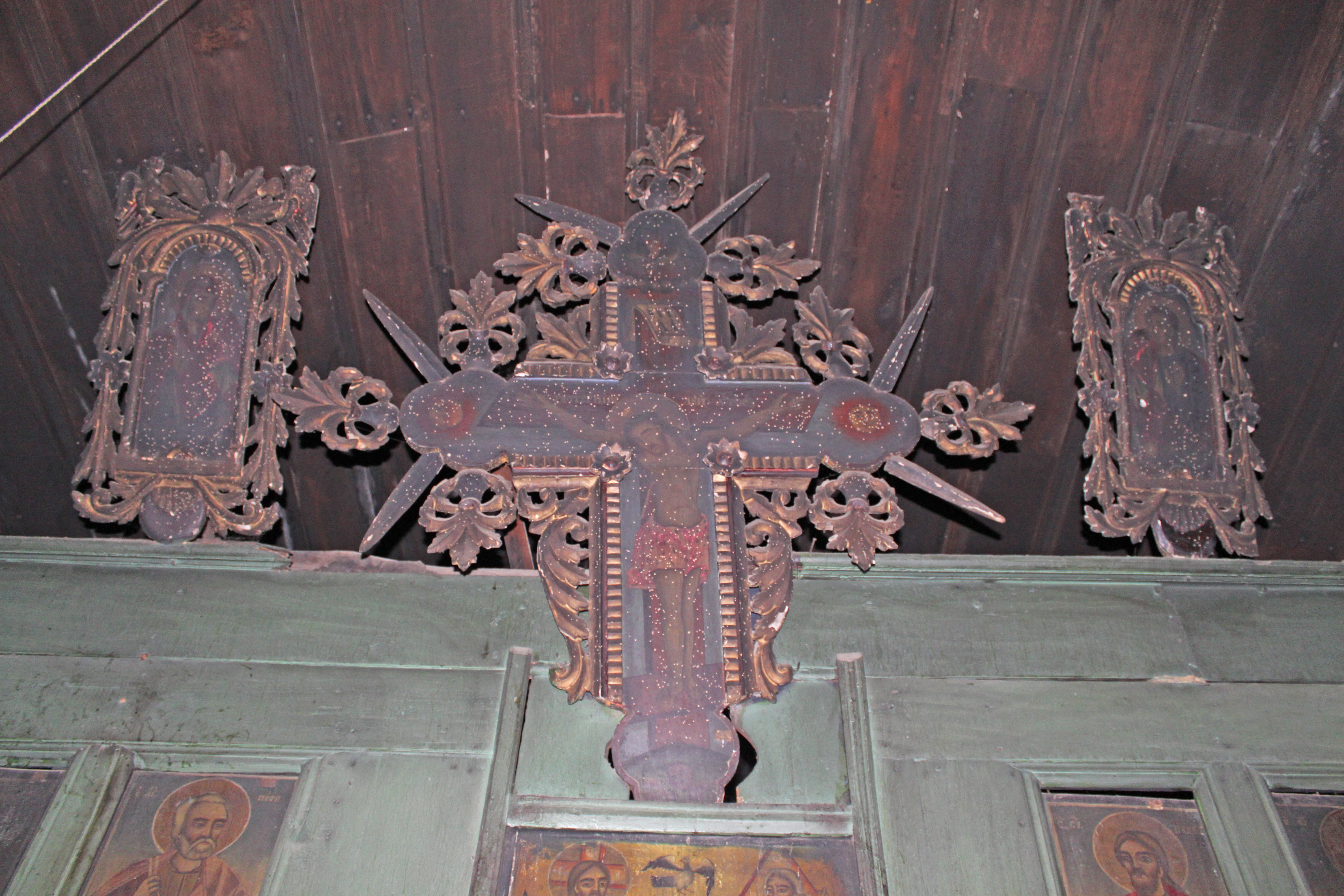
Detaliu iconostas
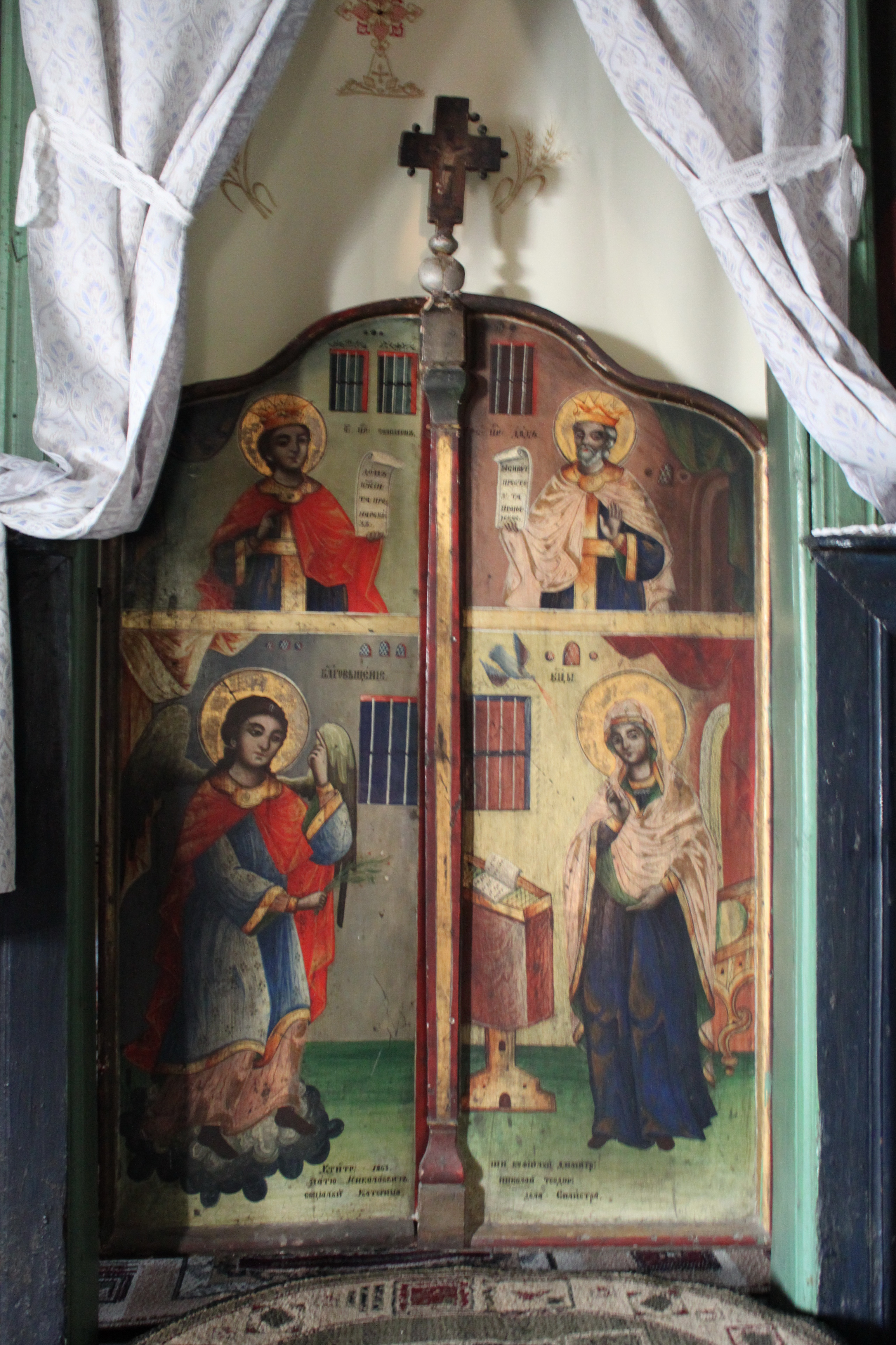
Uşile împărăteşti
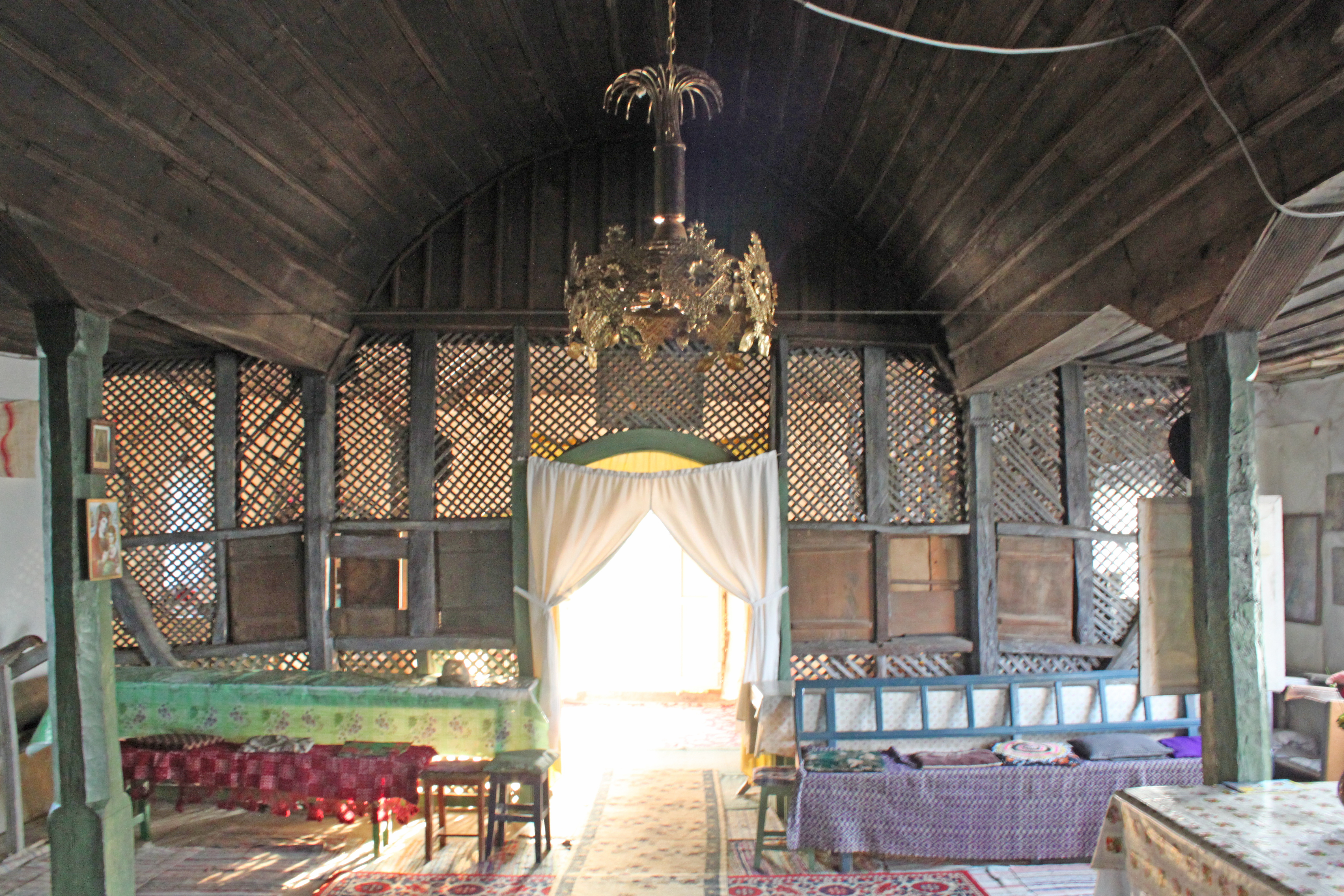
Peretele ce desparte naosul de pronaos. Vedere din naos.
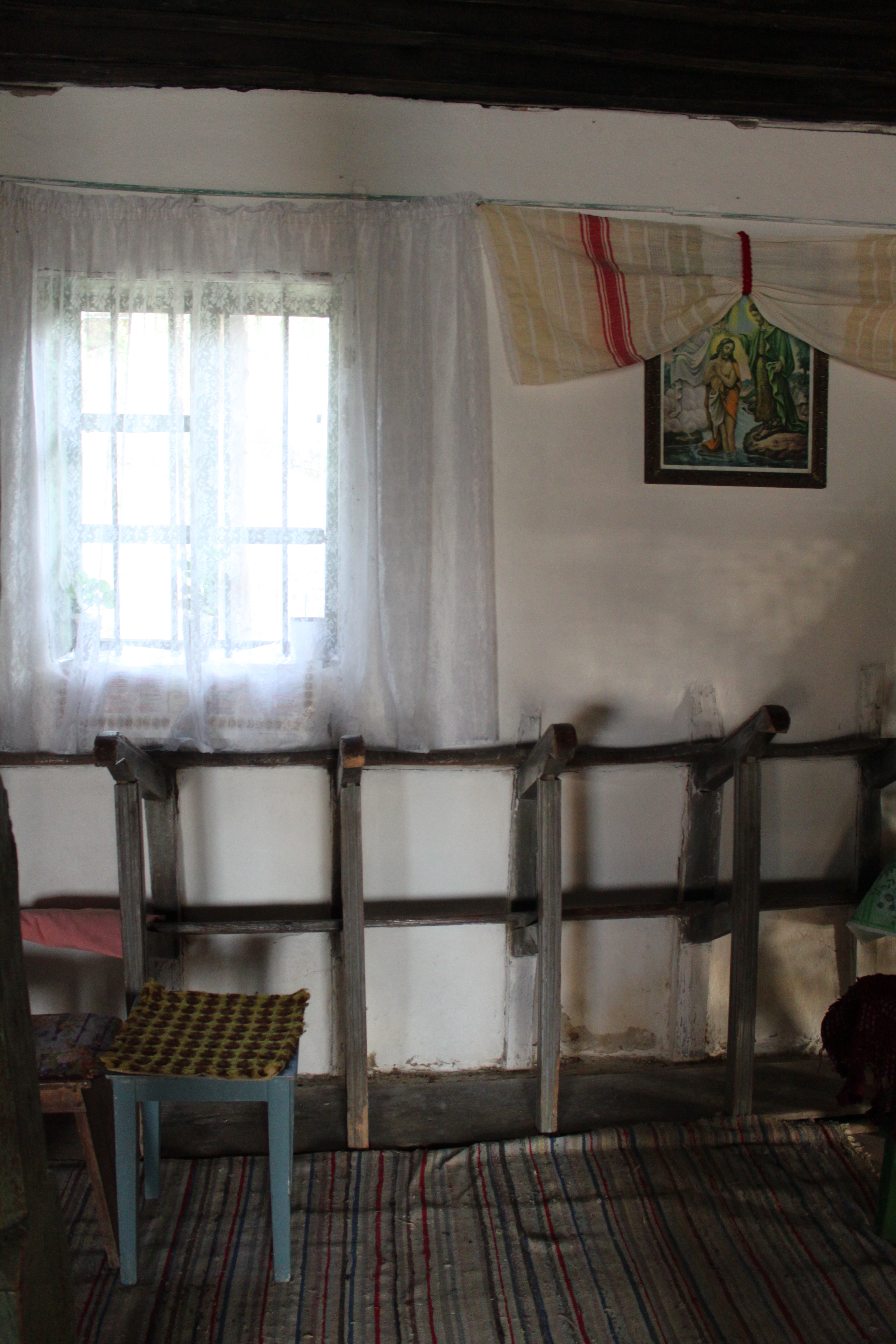
Strane
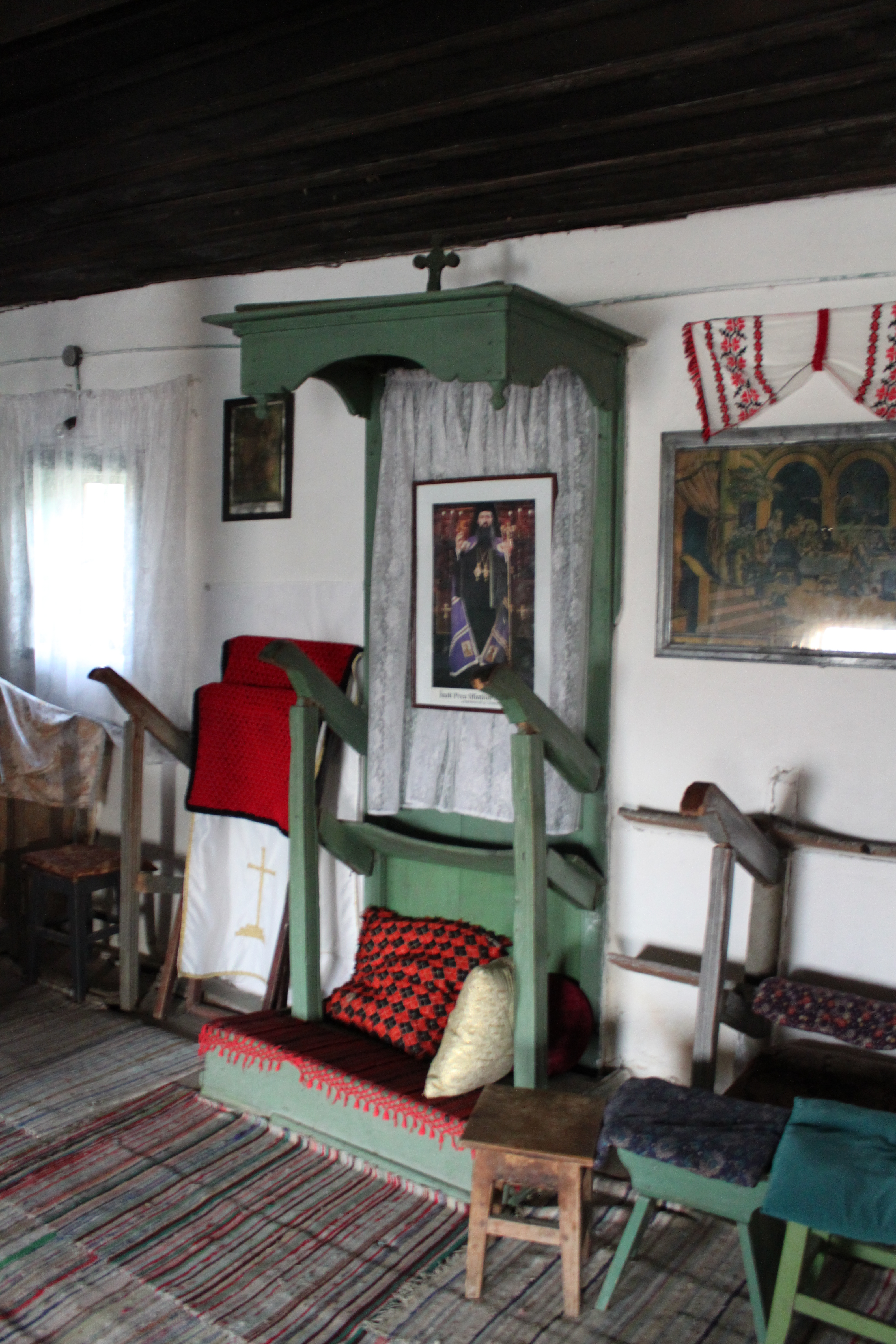
Scaunul episcopului
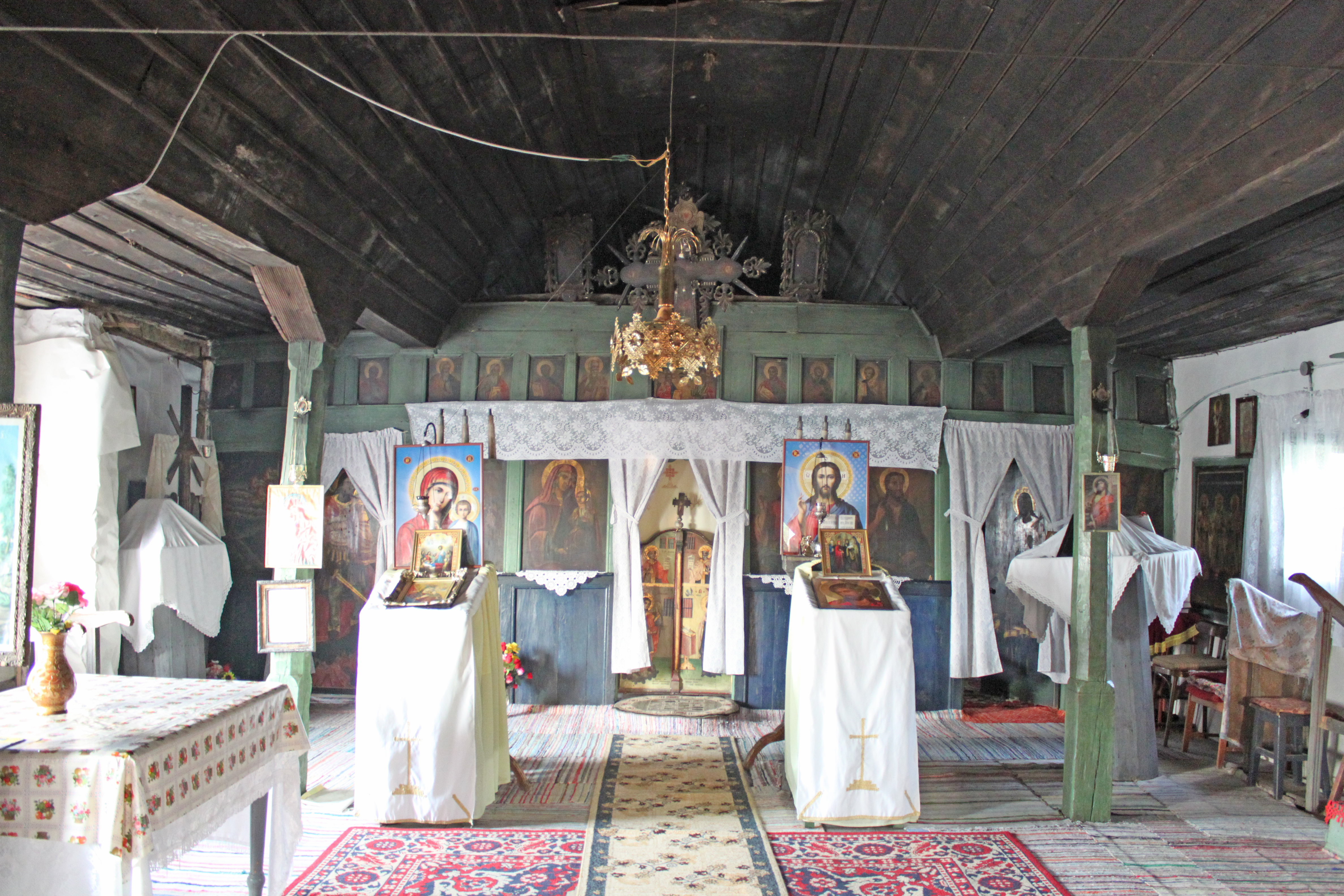
Vedere spre iconostas
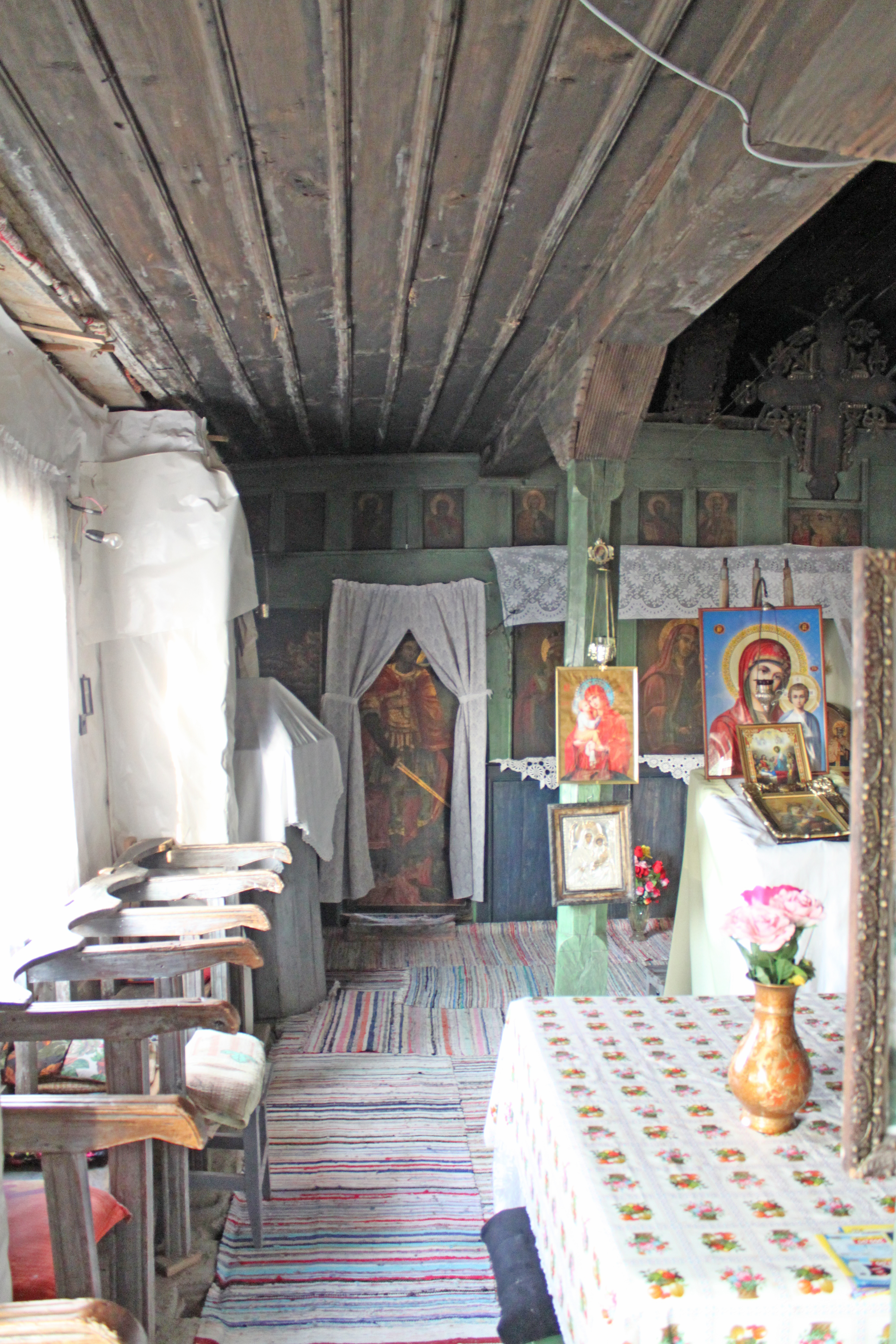
Partea laterală a naosului
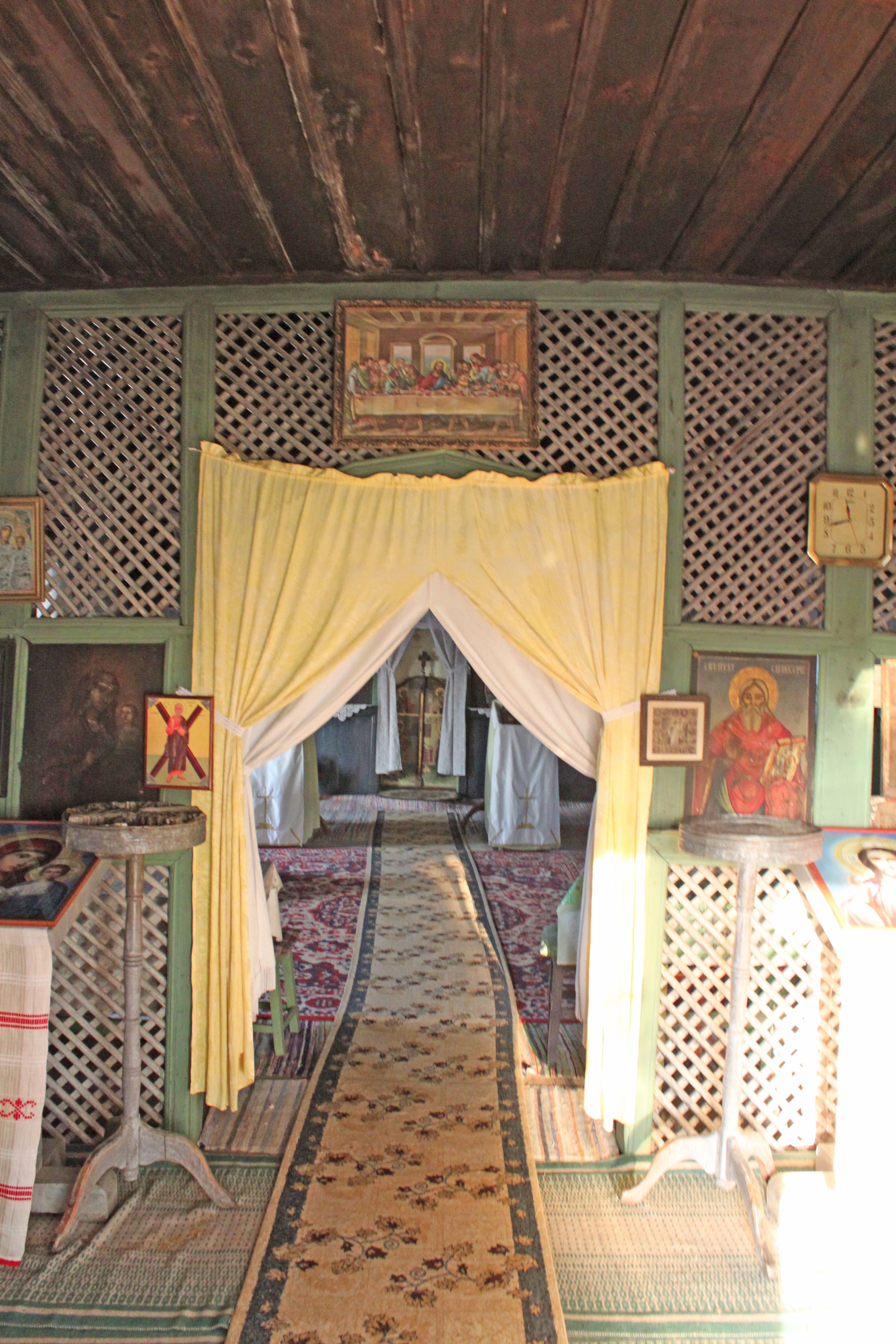
Intrarea în naos
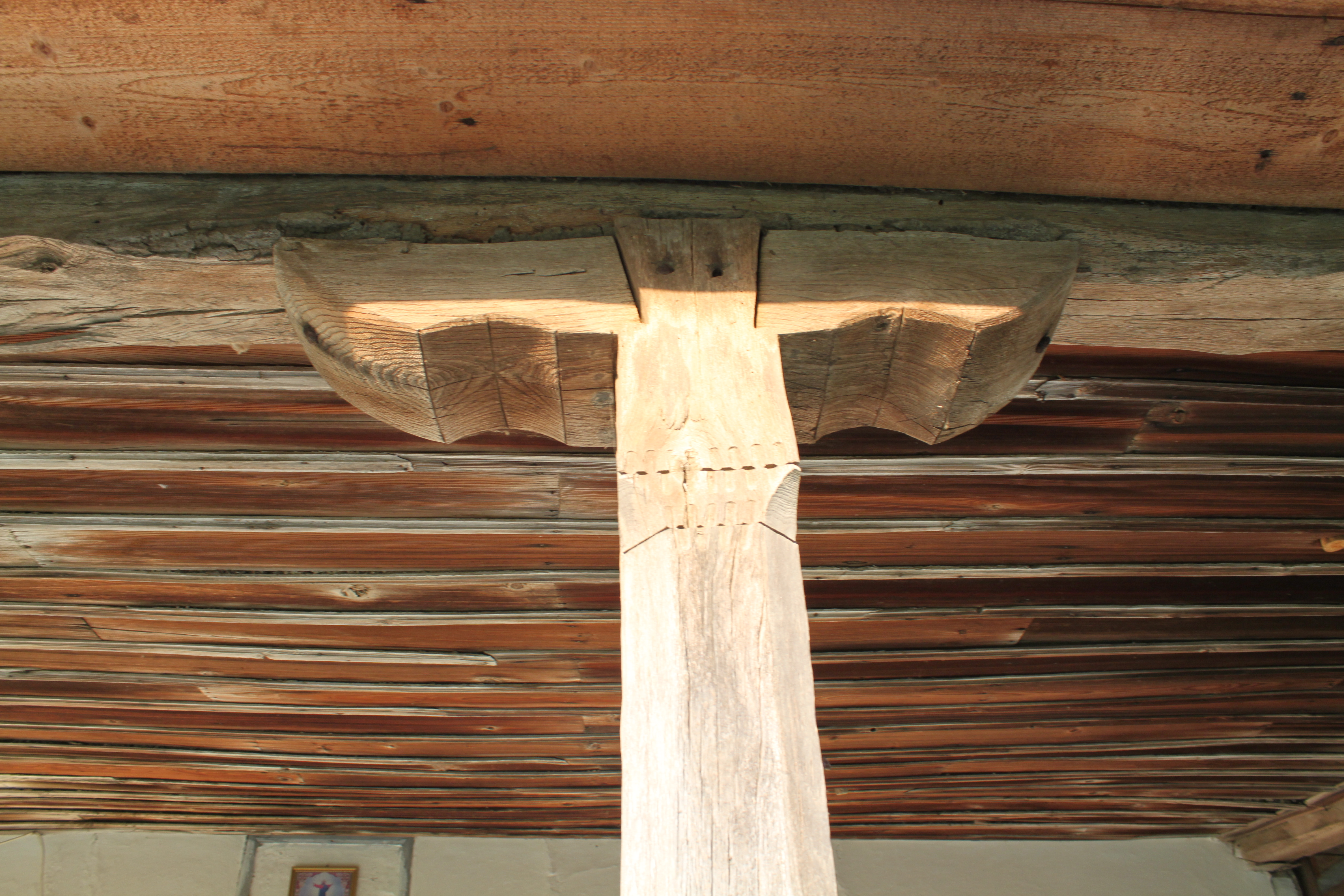
Stâlpul de la pridvor
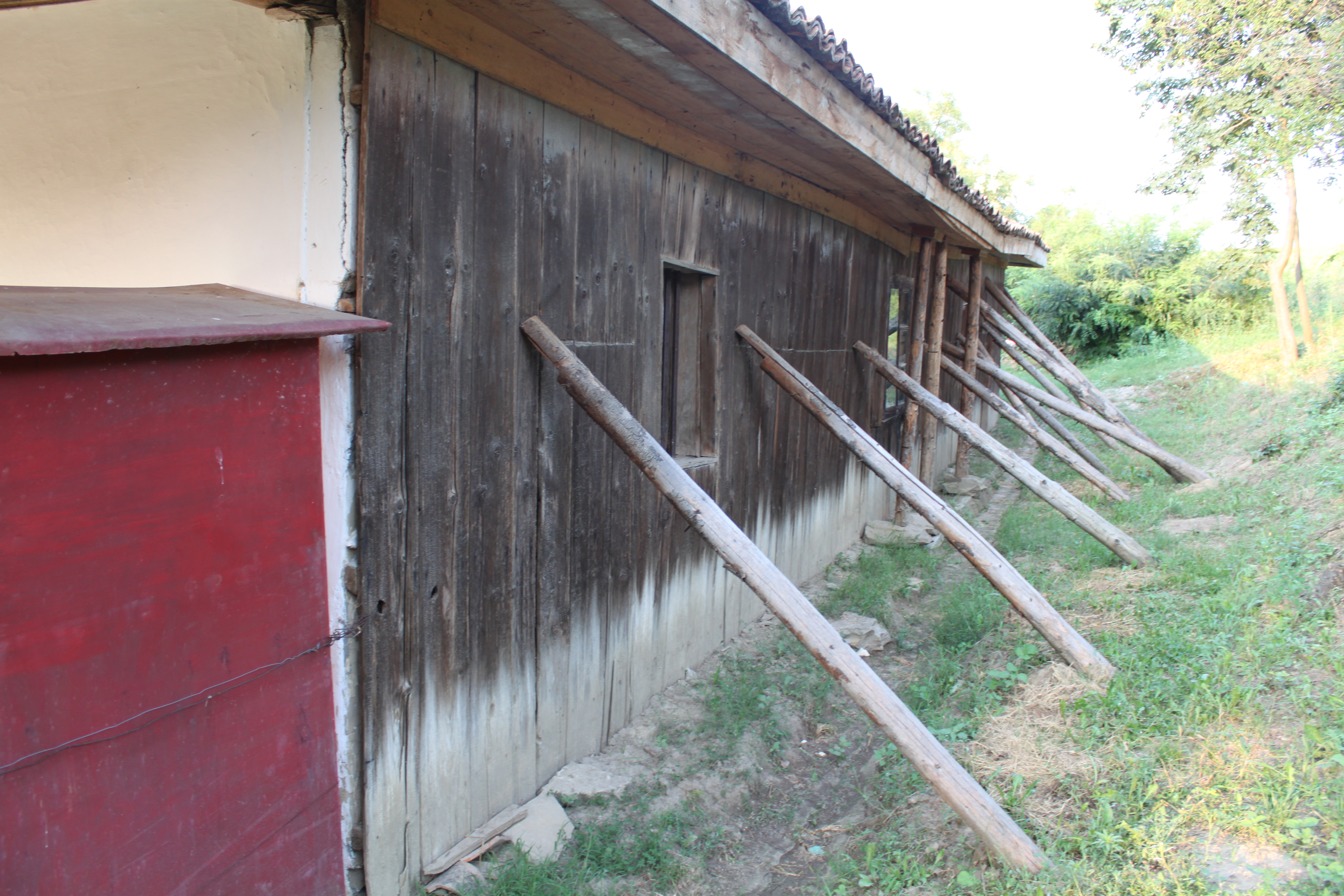
Latura de sud a bisericii
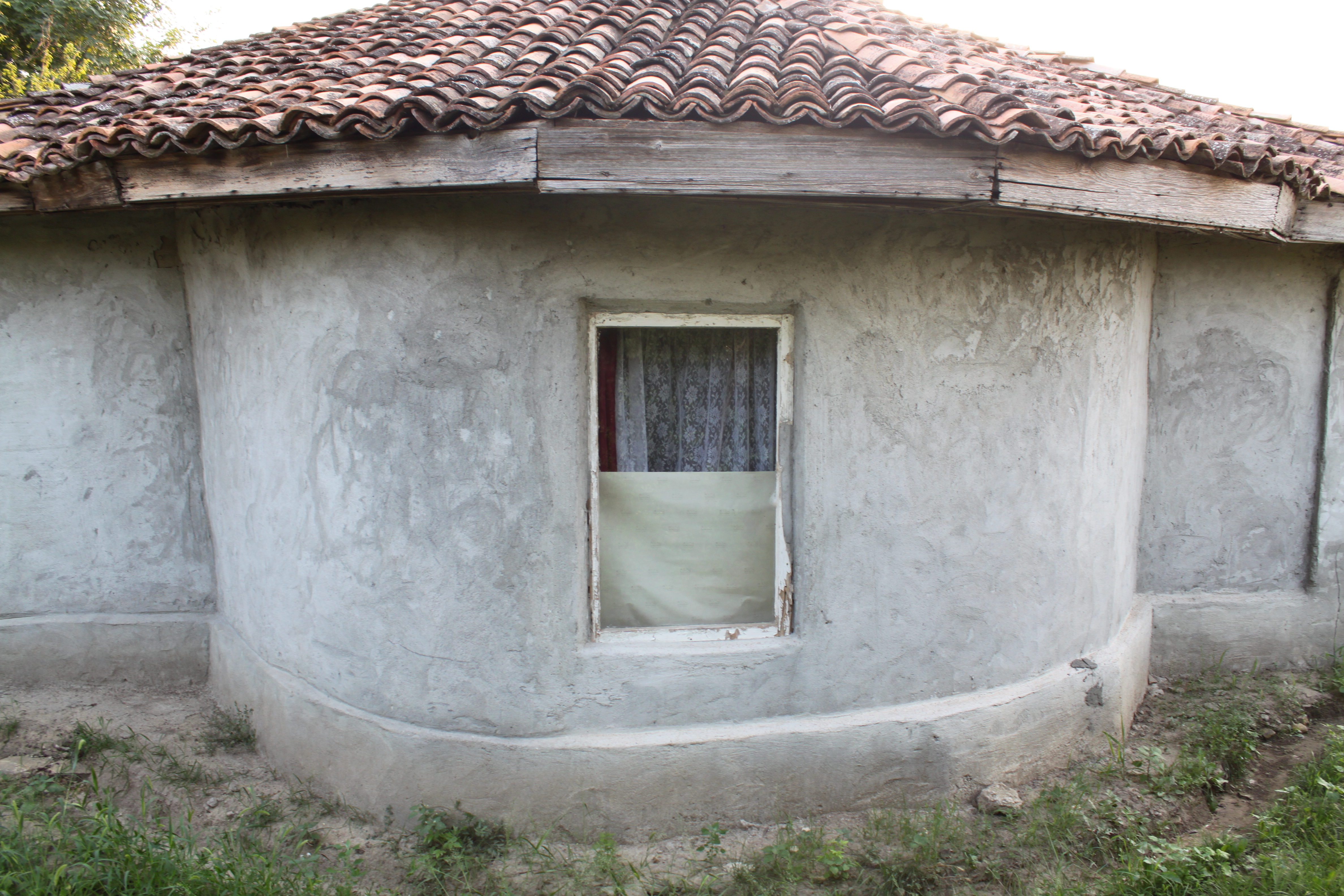
Absida altarului
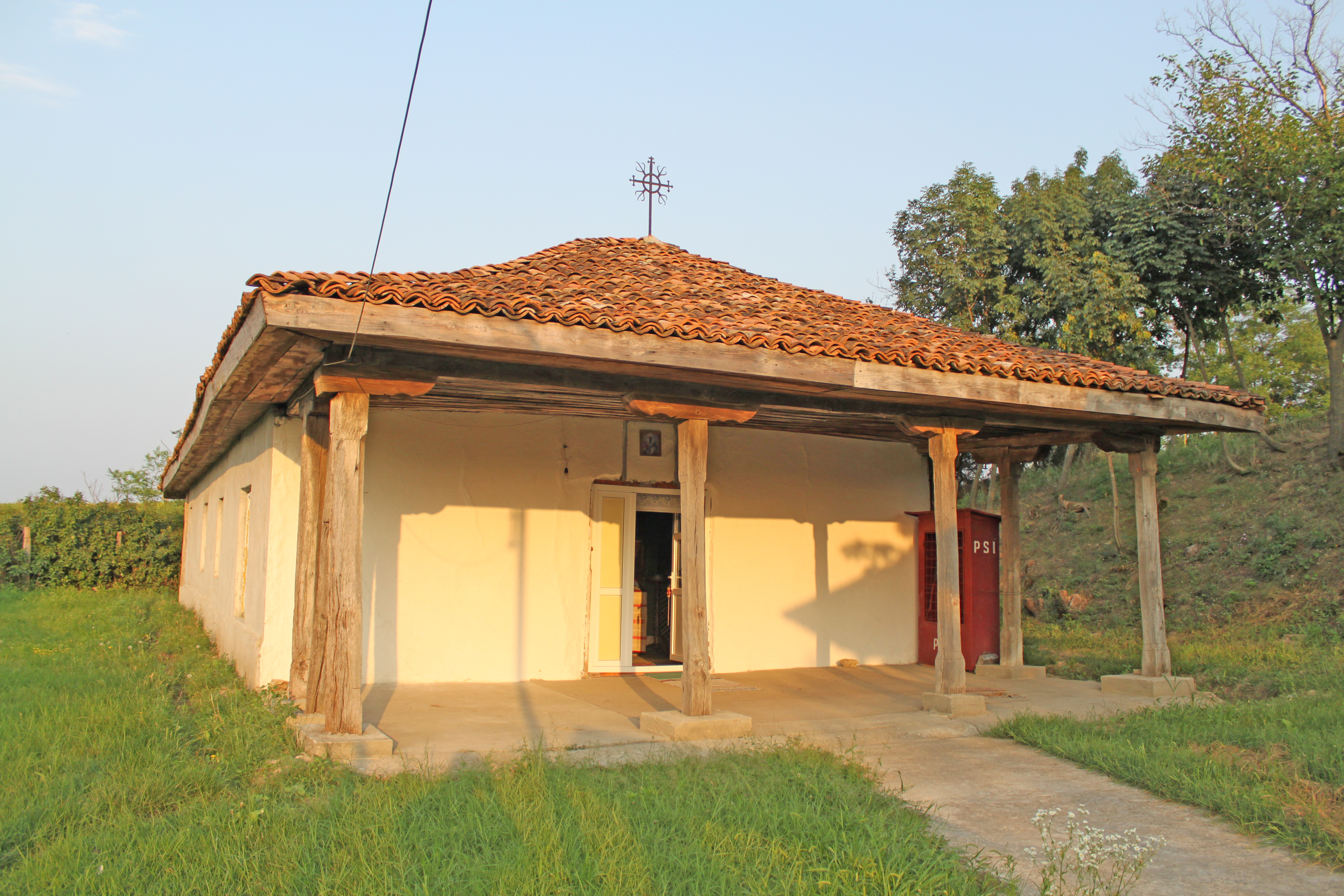
Vedere de ansamblu
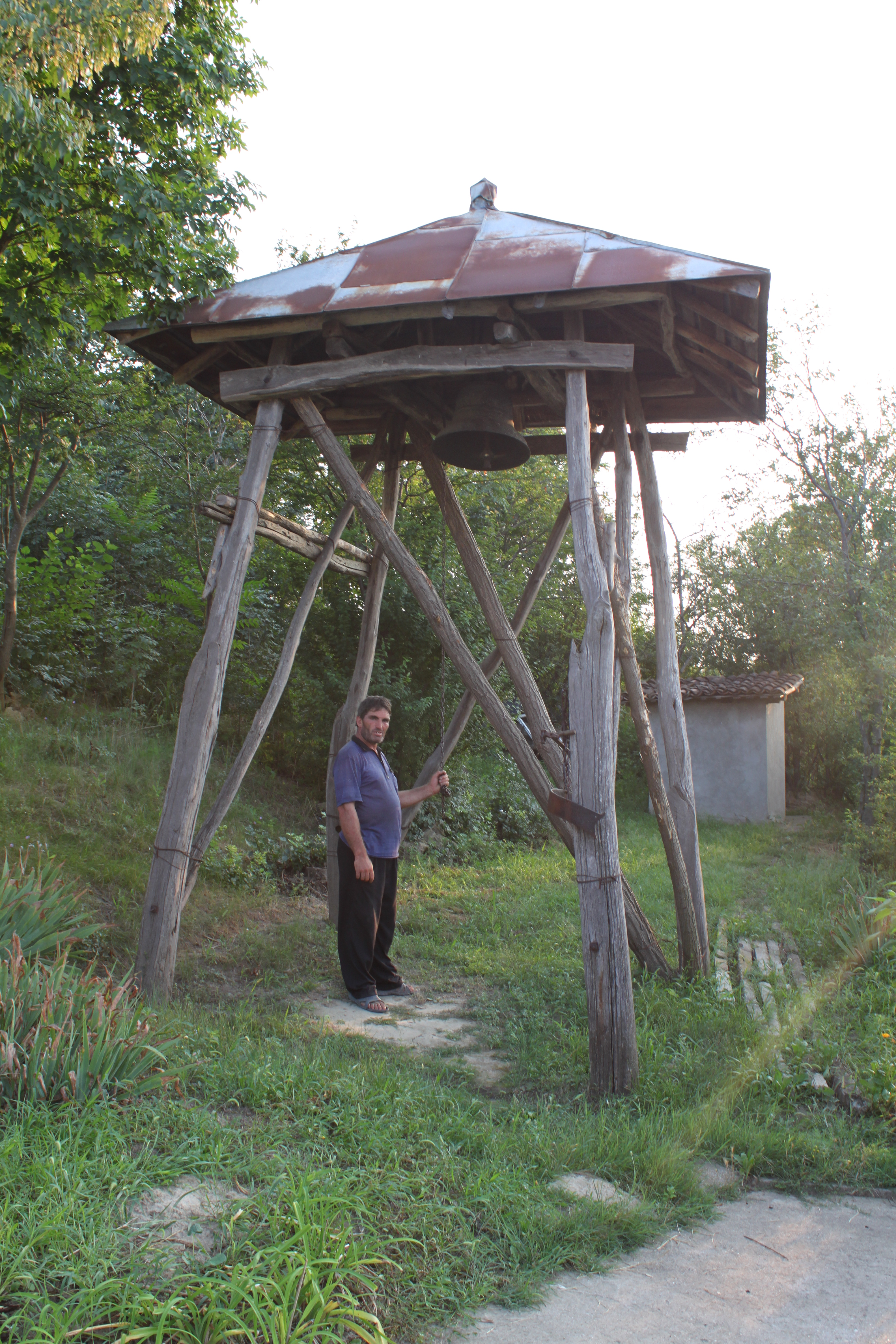
Clopotniţa
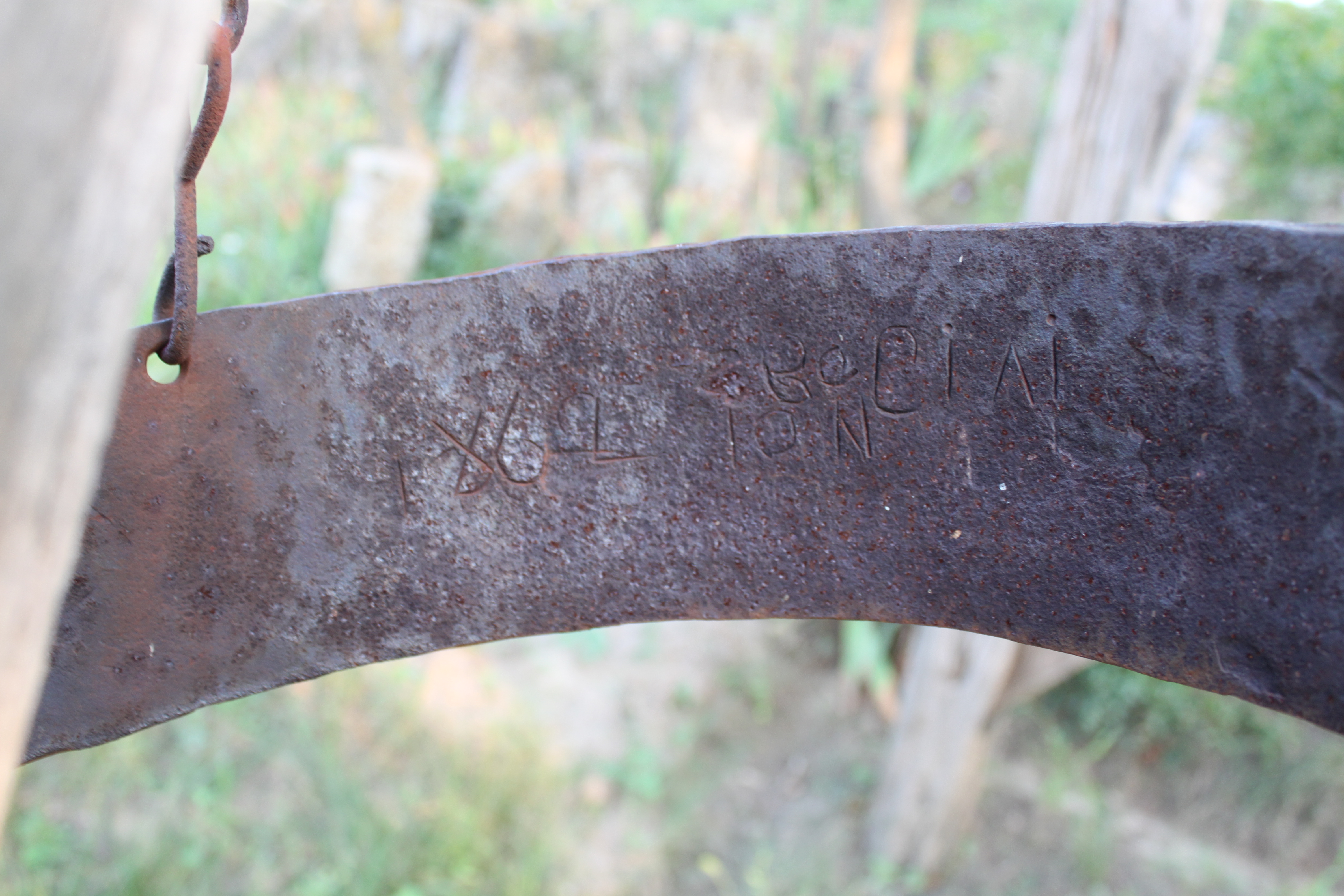
Toaca de metal cu anul 1868 inscripţionat